# Wolkia decolorans
Wolkia decolorans är en svampart som först beskrevs av Wolk, och fick sitt nu gällande namn av Ramsb. 1915. Wolkia decolorans ingår i släktet Wolkia, divisionen sporsäcksvampar och riket svampar.   Inga underarter finns listade i Catalogue of Life.